# خانه گنجه‌ای‌زاده
خانه گنجه‌ای‌زاده مربوط به دوره قاجار است و در تبریز، محله تاریخی مقصودیه، روبروی دانشکده معماری واقع شده است. این اثر بار اول در تاریخ ۲۳ فروردین ۱۳۷۶ با شمارهٔ ثبت ۱۸۵۰ به همراه خانه‌های بهنام و قدکی به‌عنوان یکی از آثار ملی ایران به ثبت رسید. همچنین به صورت مستقل نیز در تاریخ ۸ مرداد ۱۳۸۱ با شمارهٔ ثبت ۶۰۲۱ در این فهرست ثبت شده است.

## پیشینه
تاریخ ساخت خانه گنجه‌ای زاده به پایان دوره قاجار بازمی‌گردد، اگر چه زیرزمین‌های ویژه دوره پهلوی رنگ و بوی معماری عصر پهلوی را به آن بخشیده است. این بنای تاریخی بخشی از دانشکده معماری دانشگاه هنر اسلامی تبریز است.

## معماری

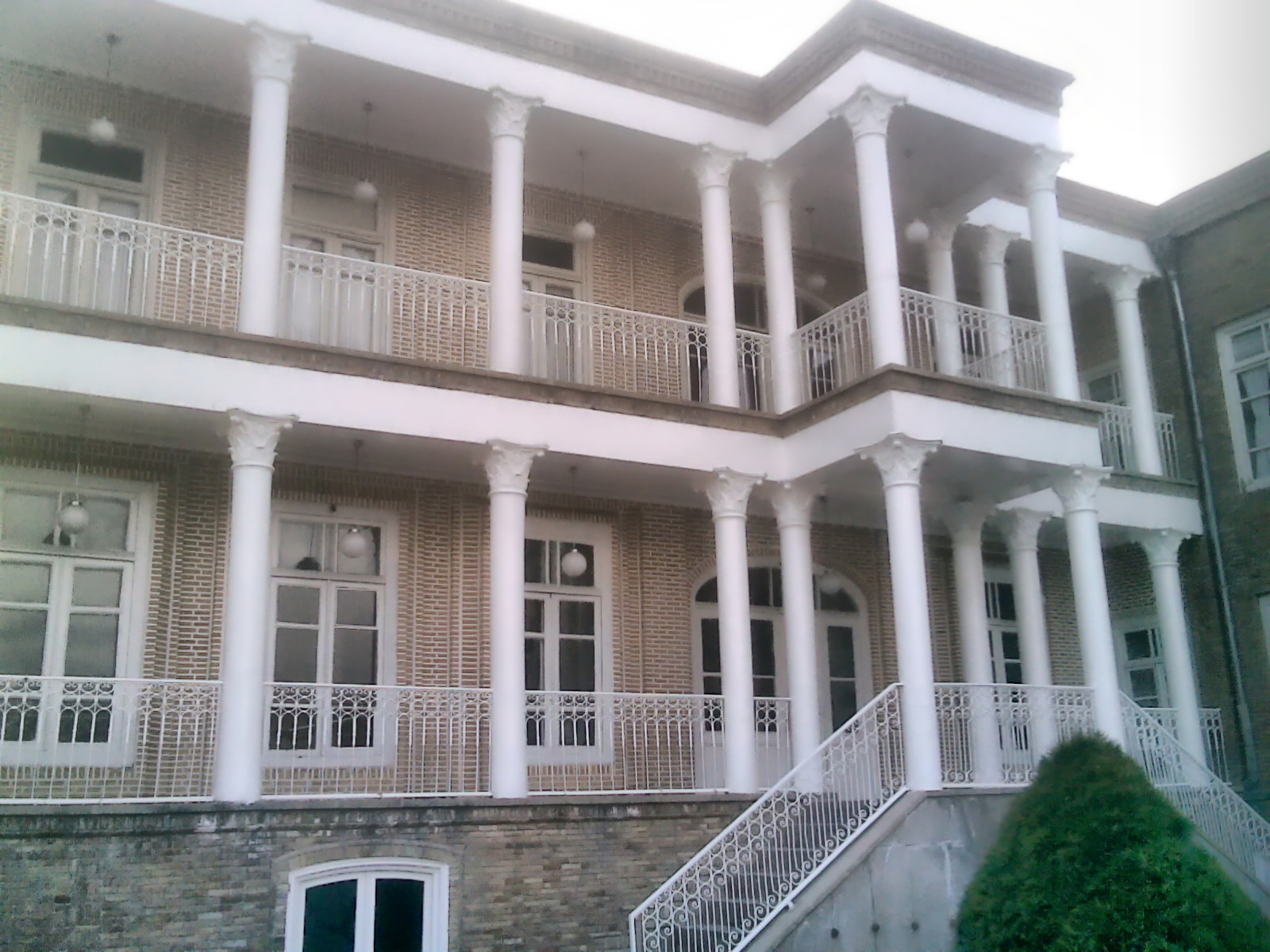
خانه گنجه‌ای‌زاده

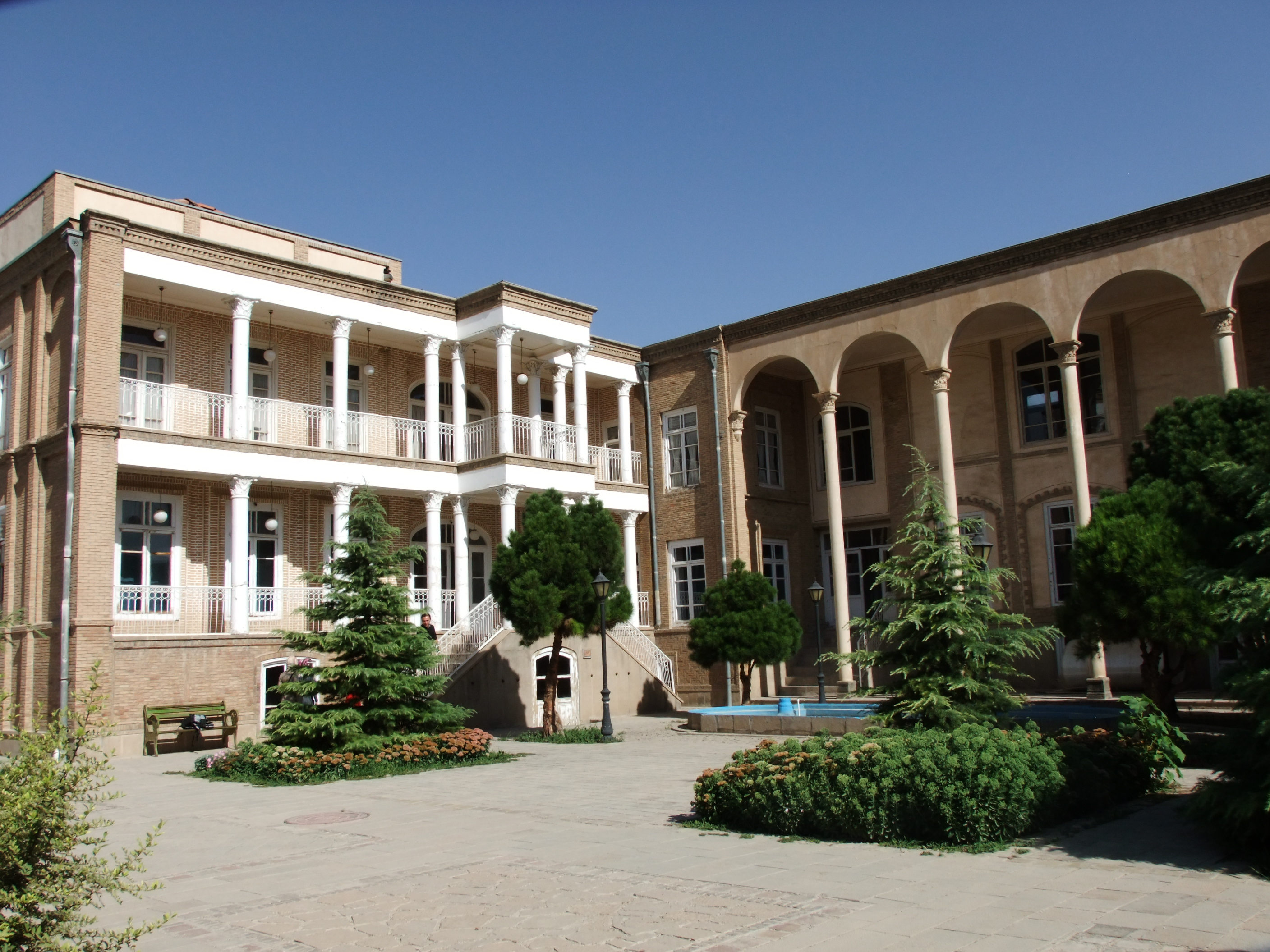
خانه گنجه‌ای‌زاده

خانه گنجه‌ای‌زاده دارای آمیزه‌ای از سبک‌های معماری دوره قاجار و پهلوی است. این خانه سه هزار مترمربع مساحت دارد و اعیانی آن در سه طبقه از اتاق‌هایی در یک ردیف بدون اندرونی و بیرونی تشکیل شده است. کاربست زاویه‌های تیز در ساخت خانه گنجه‌ای‌زاده و پنجره‌های مستطیل شکل بدون خمیدگی در ساختمان این بنا نشانه آشنا بر آغاز معماری مدرن و فاصله گرفتن از معماری سنتی ایرانی در تبریز است.
این بنا در برگیرنده دو بخش است. بخش خاوری آن در دوره قاجار و بخش باختری که در آغازین سالهای دوره پهلوی به ساختمان پیشین افزوده شده است. نمای شرقی رو به جنوب ساخته شده است. هسته اصلی این ساختمان اتاق طنبی (نشیمن) است که در دو سوی آن راهروهای ورودی و در کناره‌های آن اتاق‌های گوشوار جای گرفته است. از پیش‌آمدگی اتاق‌های گوشوار به عنوان ایوان ستون‌داری بکار رفته است. ایوان دربردارنده پنج دهنه است که با قوس‌های نیم دایره پوشش داده شده است. در بخش شمالی طنبی نیز ایوانی با سه دهنه وجود داشته که رو به حیاط اندرونی بوده است. حیاط اندرونی شمالی از بین رفته و سمت شمالی طنبی را دیوار کشیده‌اند. این بخش ساختمان در سه طبقه ساخته شده است. در زیر اتاق طنبی حوضخانه قرار دارد.
بخش غربی مجموعه مربوط به دوره پهلوی نخست است و ورودی آن شرقی به غربی است و هر بال راهرو سه اتاق و روی هم رفته دارای شش اتاق است. این بخش نیز در سه طبقه شامل زیرزمین، همکف و طبقه اول ساخته شده است. این خانه ایوان ستونداری در بخش خاوری دارد. ازاره هر دو بخش از بنا با سنگ‌های اسپراخون حفاظت و تزئین شده و نماهای خارجی و زیرزمین‌ها آجری است. مصالح به کار رفته در ساختمان سنگ، آجر، گچ، آهک و چوب است. پلان‌های معماری، پیوند دو بخش مجموعه، ایوان‌ها، راه پله‌های دو سویه و کاربرد بهینه آجر از ویژگی‌های آشکار این ساختمان است.